# Ано Лиосия
Ано Лиосия (на гръцки: Άνω Λιόσια) е град в Гърция. Населението му е 33 565 жители (по данни от 2011 г.). Част е от Атинския метрополен район. Намира се в часова зона UTC+2. Пощенският му код е 133 хх, телефонния 210, а МПС кода е Z.